# Sledd de Essex
Sledd (em latim: Sleddus ou Sledus; em inglês antigo: Sledd ou Sledda) foi rei de Essex no final do século VI, possivelmente entre (?) 587 - c. 604. Sabe-se extremamente pouco sobre ele.
Uma genealogia saxão-oriental preservada na Add. MS 23211 da Biblioteca Britânica, possivelmente do final do século IX, faz dele um filho e sucessor do rei Escuíno. Os historiadores do período de pós-conquista de Henrique de Huntingdon (Historia Anglorum), Rogério de Wendover (Flores Historiarum) e Mateus de Paris (Chronica Majora) substituem o nome Eorcenuíno ( Erkenwine, Erchenwine ) como seu pai. Embora seu testemunho tenha sido removido do florão de Sledd há séculos, acredita-se que eles usaram material alternativo anterior à conquista.
Embora Escuíno ou Eorcenuíno seja às vezes creditado como fundador do reino, as genealogias incluídas nas obras de Guilherme de Malmesbury e João de Worcester (Chronicon B) fazem de Sledd o primeiro rei de Essex, enquanto as genealogias de Add. O MS 23211 usa o Sledd como seu ponto de convergência. Isso sugere que Sledd pode ter sido considerado o fundador da casa saxão do leste. Em nenhuma autoridade conhecida, Rogério de Wendover e Matthew Paris afirmam que Sledd sucedeu diretamente seu pai em sua morte em 587.
Sledd se casou com Rícula, irmã do rei Etelberto de Kent. Ele foi pai de Seberto, cujo governo começou em c . 604, e de outro filho, Seaxa, cujos descendentes suplantaram os de Seberto em meados do século VIII. Seaxa é talvez idêntico a Seaxbaldo, pai do rei Suitelmo, de colocação desconhecida dentro da família real, mas Barbara Yorke pensa que isso é improvável por motivos cronológicos.